# Caen
Caen (/kɑ̃ː/) es una ciudad del oeste de Francia situada en la región de Normandía. Es la prefectura del departamento de Calvados; y desde el 1 de enero de 2016, sede del Consejo Regional de Normandía.

## Historia

### Época romana
Desde la época galorromana existe ya una forma de vida en torno a la actual Abadía de los Hombres (Abbaye aux Hommes), una iglesia dedicada a San Martín y un cementerio. Después de la invasión vikinga, en torno a 1020, se forma un burgo con varias iglesias y un mercado.

### Edad Media

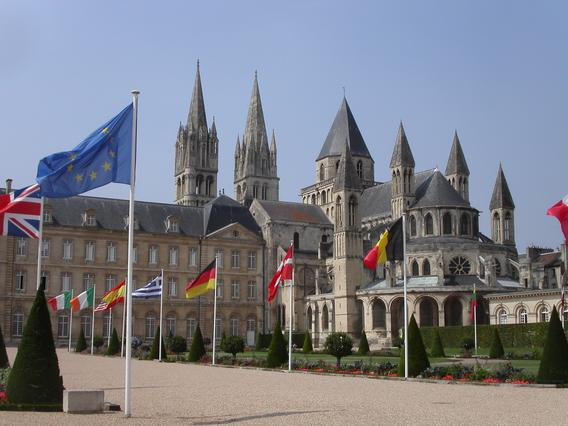
Abadía de los Hombres.

En la primera mitad del siglo XI, fruto de la relación de Roberto el Magnífico y Arlette de Falaise, una de sus amantes, nació Guillermo el Conquistador, quien en 1035 heredó de su padre el título de duque de Normandía con tan solo ocho años. Con veintitrés años contrajo matrimonio con Matilde de Flandes, a lo cual se opuso la Iglesia y el papa León IX ya que ella era su prima en quinto grado. Gracias a la mediación de su consejero Lanfranc de Pavía, la Iglesia dio por válido el matrimonio a cambio de que cada uno construyera una abadía y su iglesia correspondiente, el resultado es la actual abadía de los Hombres junto con su iglesia Saint-Étienne mandada construir en 1063 por Guillermo y la Abadía de las Damas junto con su iglesia de la Trinidad mandada construir también en 1063 por Matilde.
Tras la batalla de Val-ès-Dunes, en torno a 1047, Guillermo decide instalar su residencia principal en Caen, para ello manda construir las murallas, el foso y el castillo sobre una colina rocosa que equidista entre las dos abadías. En 1100 Enrique I Beauclerc, cuarto hijo varón de Guillermo, se convierte en Rey de Inglaterra y manda construir la Salle de l'Échiquier (cuyo nombre viene de la semejanza del suelo a un tablero de ajedrez) y el torreón, que fue casi totalmente destruido durante la Revolución francesa.
El 1204 el Ducado (Alta Normandía y Baja Normandía) es conquistado y anexionado al Reino de Francia por el rey Felipe II Augusto, el cual manda construir en 1210 dos torres más (Puchot y Mathilde), reforzar el torreón y crear la Porte des Champs para dar acceso al castillo por el este.
En 1417 durante la Guerra de los Cien Años, el castillo fue fuertemente asediado por los ingleses hasta su rendición el 21 de septiembre, después de tomar la ciudad, Enrique V ordenó la muerte de todos los varones civiles. Durante los treinta y tres años de ocupación inglesa estos construyeron la barbacana del castillo y fundaron en 1432 la Universidad de Caen, donde se impartirían en latín clases de derecho, letras y teología.

### Edad Contemporánea

Tanques M4 Sherman (al fondo) y un cañón antitanque (frente) en Caen, el 10 de julio de 1944 durante la batalla de Normandía, un punto de inflexión en la Segunda Guerra Mundial.

Durante la batalla del desembarco de Normandía el 6 de junio de 1944 y los días posteriores la ciudad sufrió un terrible bombardeo que causó la muerte de miles de personas y la destrucción del 70 % de la ciudad. Su reconstrucción duró oficialmente de 1948 a 1962 creándose una media de 1500 viviendas por año, dando lugar a una ciudad con grandes avenidas rectilíneas bordeadas por edificios de unas cinco plantas construidos con la piedra de Caen, para darle un toque tradicional algunos edificios con tejado plano fueron modificados para que tuvieran un tejado en pendiente.
La universidad fue igualmente destruida por el bombardeo, para su reconstrucción se escogió un nuevo emplazamiento al norte del castillo ducal. Las obras dieron comienzo en 1956 siguiendo el modelo de campus americano: muy aireado y con muchas zonas verdes. Se escogió el ave fénix como símbolo del renacimiento de la universidad tras haber sido hecha cenizas, la estatua está ubicada en la explanada principal pero deberá ser restaurada tras los vandalismos sufridos durante las manifestaciones contra el C.P.E..
En los años sesenta se produce el desarrollo industrial y cultural de la ciudad con la llegada de grandes empresas como Renault o la construcción del teatro, la biblioteca municipal y los museos. Desde 1965 la abadía de los Hombres alberga el Ayuntamiento y desde 1983 la Abadía de las Damas el Consejo Regional de la Baja Normandía. Los restos de Guillermo y Matilde reposan en sus respectivas iglesias.
En los setenta se desarrollaron los barrios periféricos, en Caen se produce el mayor crecimiento demográfico nacional, se desarrollan los transportes públicos con varias líneas de autobuses y se construye la carretera de circunvalación, así como el viaducto de Calix. Es la época también de la investigación científica y tecnológica, por ello se construye G.A.N.I.L. (Grand Accélérateur National d'Ions Lourds) un gran acelerador de iones pesados, instrumento fundamental para la investigación en física nuclear. En 1975 se construyó el C.H.U., hoy en día este hospital universitario es la mayor fuente de empleo de la ciudad.
El 6 de junio de 1984 se conmemoró el 40.º aniversario del desembarco. El 6 de junio de 1988 François Mitterrand inauguró el museo Memorial de la Paz, un gran museo sobre las guerras y eventos cruciales del siglo XX como la Segunda Guerra Mundial o la caída del Muro de Berlín. Sirve de observatorio de la paz y los derechos del hombre.

#### Transbordador

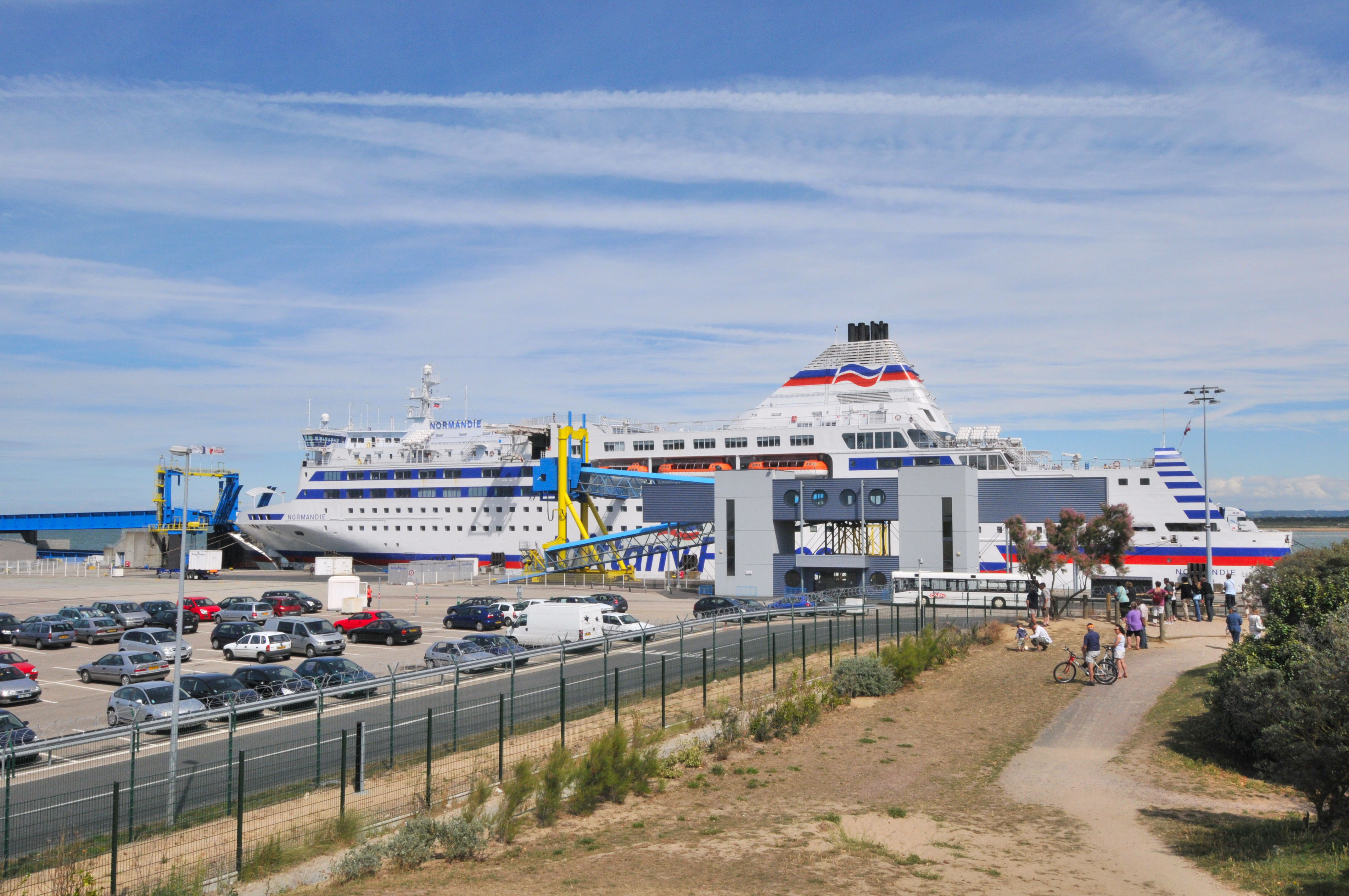
Transbordador de enlace con Portsmouth en el puerto de Caen.

El 6 de junio de 1986 se inauguró el ferry Duc de Normandie y la línea regular entre Caen-Ouistreham y Portsmouth con la cual Brittany Ferries transformó la noción de atravesar el Canal de la Mancha. En principio algunos dudaron y pensaron que sería un fracaso dadas las líneas existentes entre Inglaterra y Cherbourg, sin embargo el éxito fue rotundo y tres años más tarde los resultados superaron las previsiones más optimistas con un registro de 837 000 pasajeros y 54 000 camiones anuales. Dada la gran demanda en 1992 se construye una nueva pasarela para acoger al ferry Normandie y en 2003 al Mont-Saint-Michel. Desde 2005 reciben en verano el refuerzo del navío rápido Normandie Express para los fines de semana, este cubre la distancia en tan solo 3 horas y 45 minutos. Caen-Ouistreham se ha convertido en el puerto de París para ir a Inglaterra, registrando un tránsito anual de 1 000 000 de pasajeros y 110 000 camiones. Desde su inauguración son más de 18 millones de pasajeros los que han usado este medio de transporte. Esta línea supone 1000 empleos directos y 5000 indirectos, genera las tres cuartas partes de la actividad del puerto y en 2005 se estimó en 60 millones de euros el gasto de los turistas británicos (representan el 85 % de los pasajeros) en alojamientos, restauración y compras diversas en la Baja Normandía.

## Clima
| Parámetros climáticos promedio de Caen (Aeropuerto de Caen-Carpiquet), normales 1991–2020, extremos 1945–presente, humedad 1961–1990 | Parámetros climáticos promedio de Caen (Aeropuerto de Caen-Carpiquet), normales 1991–2020, extremos 1945–presente, humedad 1961–1990 | Parámetros climáticos promedio de Caen (Aeropuerto de Caen-Carpiquet), normales 1991–2020, extremos 1945–presente, humedad 1961–1990 | Parámetros climáticos promedio de Caen (Aeropuerto de Caen-Carpiquet), normales 1991–2020, extremos 1945–presente, humedad 1961–1990 | Parámetros climáticos promedio de Caen (Aeropuerto de Caen-Carpiquet), normales 1991–2020, extremos 1945–presente, humedad 1961–1990 | Parámetros climáticos promedio de Caen (Aeropuerto de Caen-Carpiquet), normales 1991–2020, extremos 1945–presente, humedad 1961–1990 | Parámetros climáticos promedio de Caen (Aeropuerto de Caen-Carpiquet), normales 1991–2020, extremos 1945–presente, humedad 1961–1990 | Parámetros climáticos promedio de Caen (Aeropuerto de Caen-Carpiquet), normales 1991–2020, extremos 1945–presente, humedad 1961–1990 | Parámetros climáticos promedio de Caen (Aeropuerto de Caen-Carpiquet), normales 1991–2020, extremos 1945–presente, humedad 1961–1990 | Parámetros climáticos promedio de Caen (Aeropuerto de Caen-Carpiquet), normales 1991–2020, extremos 1945–presente, humedad 1961–1990 | Parámetros climáticos promedio de Caen (Aeropuerto de Caen-Carpiquet), normales 1991–2020, extremos 1945–presente, humedad 1961–1990 | Parámetros climáticos promedio de Caen (Aeropuerto de Caen-Carpiquet), normales 1991–2020, extremos 1945–presente, humedad 1961–1990 | Parámetros climáticos promedio de Caen (Aeropuerto de Caen-Carpiquet), normales 1991–2020, extremos 1945–presente, humedad 1961–1990 | Parámetros climáticos promedio de Caen (Aeropuerto de Caen-Carpiquet), normales 1991–2020, extremos 1945–presente, humedad 1961–1990 |
| Mes | Ene. | Feb. | Mar. | Abr. | May. | Jun. | Jul. | Ago. | Sep. | Oct. | Nov. | Dic. | Anual |
| --- | --- | --- | --- | --- | --- | --- | --- | --- | --- | --- | --- | --- | --- |
| Temp. máx. abs. (°C) | 16.8 | 20.8 | 24.9 | 26.6 | 30.4 | 35.2 | 40.1 | 38.9 | 33.5 | 28.9 | 21.6 | 17.3 | 40.1 |
| Temp. máx. media (°C) | 8.3 | 9.1 | 11.7 | 14.4 | 17.4 | 20.5 | 22.9 | 23.2 | 20.4 | 16.2 | 11.8 | 8.8 | 15.4 |
| Temp. media (°C) | 5.6 | 5.9 | 8.0 | 10.0 | 13.0 | 15.9 | 18.0 | 18.3 | 15.8 | 12.5 | 8.7 | 6.1 | 11.5 |
| Temp. mín. media (°C) | 2.9 | 2.8 | 4.2 | 5.5 | 8.5 | 11.2 | 13.1 | 13.3 | 11.1 | 8.8 | 5.6 | 3.3 | 7.5 |
| Temp. mín. abs. (°C) | -19.6 | -16.5 | -7.4 | -5.7 | -0.8 | 1.0 | 4.7 | 4.0 | 1.8 | -3.7 | -6.8 | -11.0 | -19.6 |
| Precipitación total (mm) | 63.1 | 52.8 | 49.7 | 53.4 | 59.4 | 58.0 | 51.1 | 59.6 | 54.3 | 78.9 | 78.7 | 81.3 | 740.3 |
| Días de precipitaciones (≥ 1.0 mm)                                                                                                   | 11.6 | 11.2 | 10.0 | 10.0 | 9.5 | 8.6 | 8.0 | 8.3 | 9.1 | 12.2 | 13.4 | 14.2 | 126.1 |
| Horas de sol | 71 | 90 | 130 | 179 | 203 | 213 | 219 | 205 | 171 | 117 | 82 | 67 | 1747 |
| Humedad relativa (%) | 86 | 84 | 82 | 80 | 81 | 82 | 81 | 81 | 83 | 86 | 86 | 87 | 83.3 |
| Fuente n.º 1: Météo France | | | | | | | | | | | | | |
| Fuente n.º 2: Infoclimat.fr (humedad 1961–1990)                                                                                      | | | | | | | | | | | | | |

## Demografía
| 34 805 | 30 923 | 36 231 | 36 644 | 43 079 | 41 310 | 44 087 | 45 280 | 41 394 | 43 740 | 41 564 | 41 210 | 41 181 | 41 508 | 43 809 | 45 201 | 45 380 | 44 794 | 44 442 | 46 934 | 53 743 | 54 128 | 57 528 | 61 334 | 51 445 | 67 851 | 91 336 | 110 262 | 119 640 | 114 068 | 112 846 | 113 987 | 109 200 | 109 630 |
| Para los censos de 1962 a 1999 la población legal corresponde a la población sin duplicidades (Fuente: INSEE [Consultar]) |        |        |        |        |        |        |        |        |        |        |        |        |        |        |        |        |        |        |        |        |        |        |        |        |        |        |         |         |         |         |         |         |         |

## Turismo

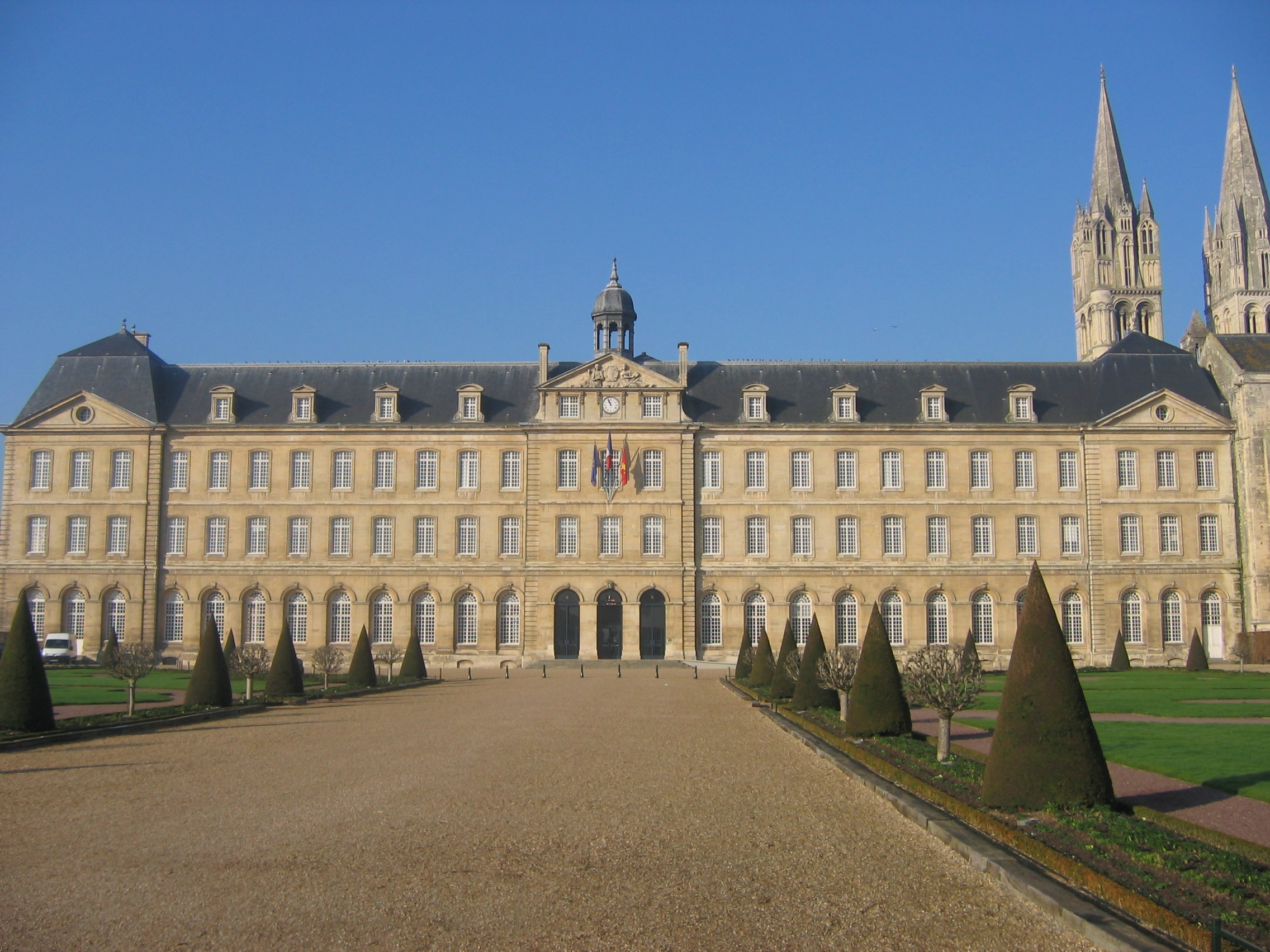
Ayuntamiento de Caen.

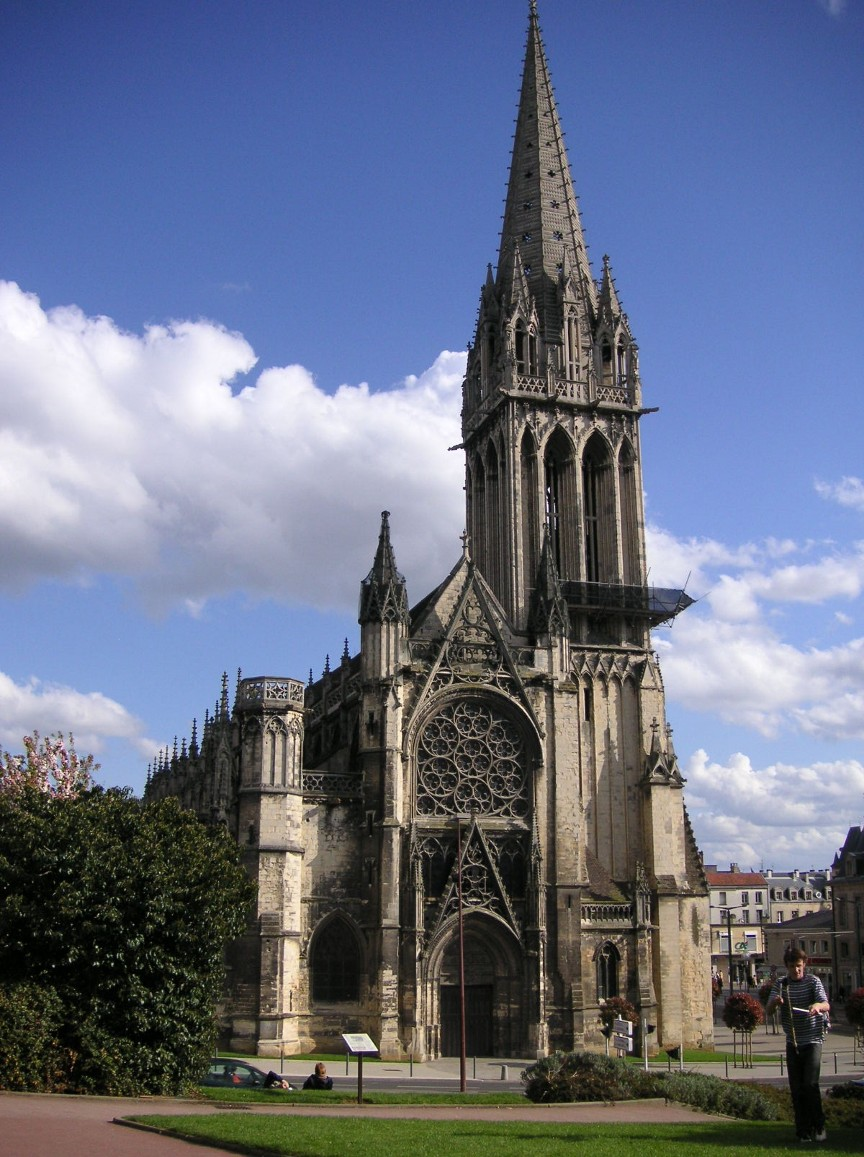
Iglesia de San Pedro (Caen).

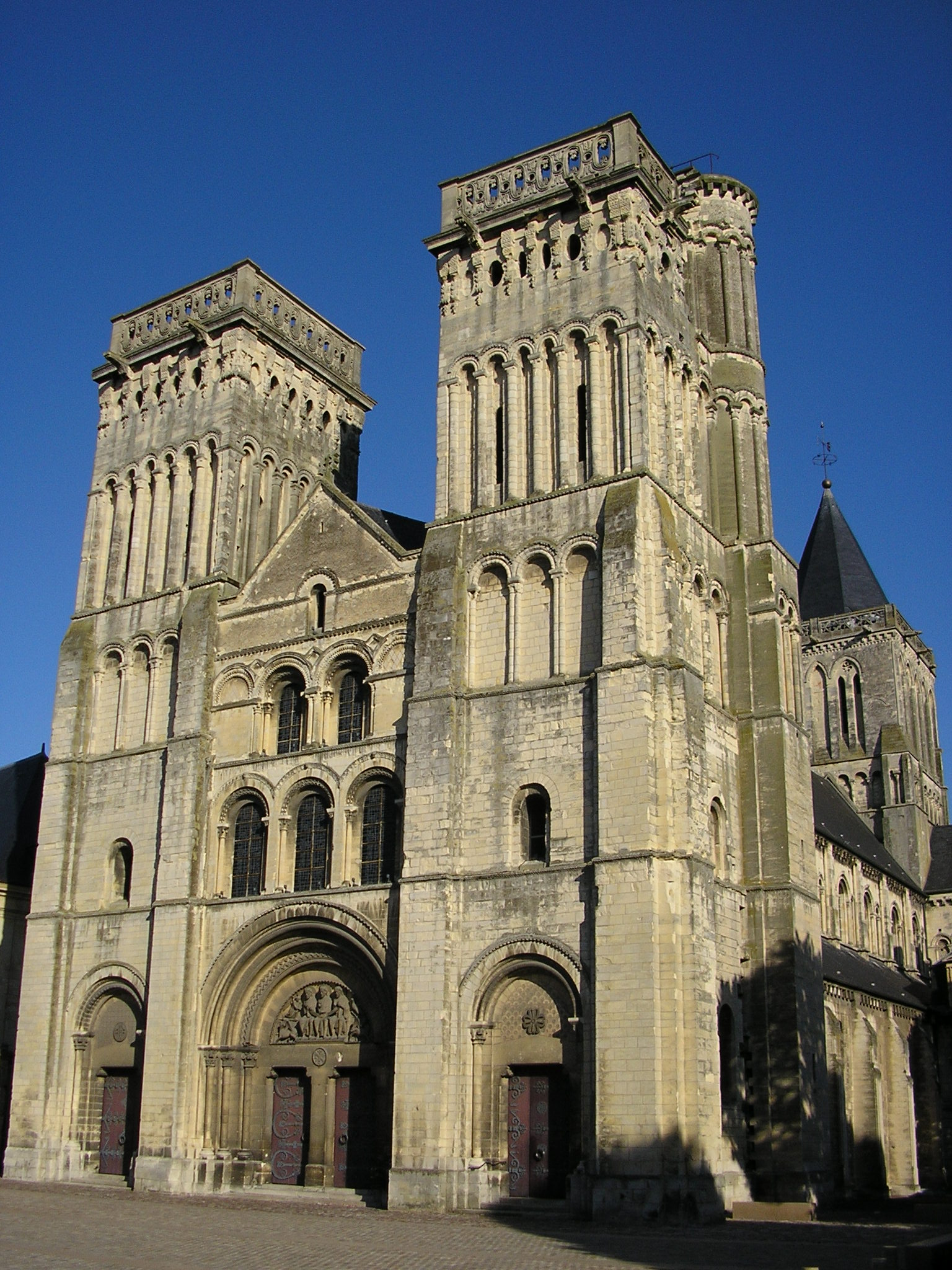
Iglesia de la Abadía de las Damas.

Caen cuenta con un número importante de monumentos históricos, siendo los más importantes:
- la abadía de los Hombres (Abbaye aux Hommes), actualmente el Ayuntamiento, y su iglesia de San Esteban (Saint-Etienne) donde reposan los restos de Guillermo el Conquistador y duque de Normandía. Datan del siglo XI, pero fueron restaurados en el siglo XVIII y tras los bombardeos de 1944, aglutinan armoniosamente estilos románico, gótico y clásico. La abadía posee una importante colección de pinturas de los siglos XVII, XVIII y XIX, y unas estancias decoradas con paneles de madera de roble del siglo XVIII de estilo Luis XV y Luis XVI.
- la abadía de las Damas (Abbaye aux Dames) y su iglesia de la Trinidad (Trinité) donde reposan los restos de Matilde de Flandes, esposa de Guillermo el Conquistador. Es una obra maestra de la arquitectura románica normanda, a destacar el claustro, la gran escalera, la cripta y la tumba de Matilde. Actualmente alberga el Consejo Regional de la Baja Normandía y junto a él se ubica el Parque Michel d'Ornano, antiguo Parque Saint-Louis, de estilo francés del siglo XVIII comprende 5,5 hectáreas y ofrece una bella vista panorámica de la ciudad.
- la iglesia de San Pedro (Saint-Pierre), frente al Castillo Ducal se encuentra actualmente en restauración.
- la iglesia de San Juan (Saint-Jean), presentó desórdenes desde los inicios de su construcción al ubicarse sobre antiguos terrenos pantanosos, lo que propició el cese de la construcción de la torre central en el siglo XVI.

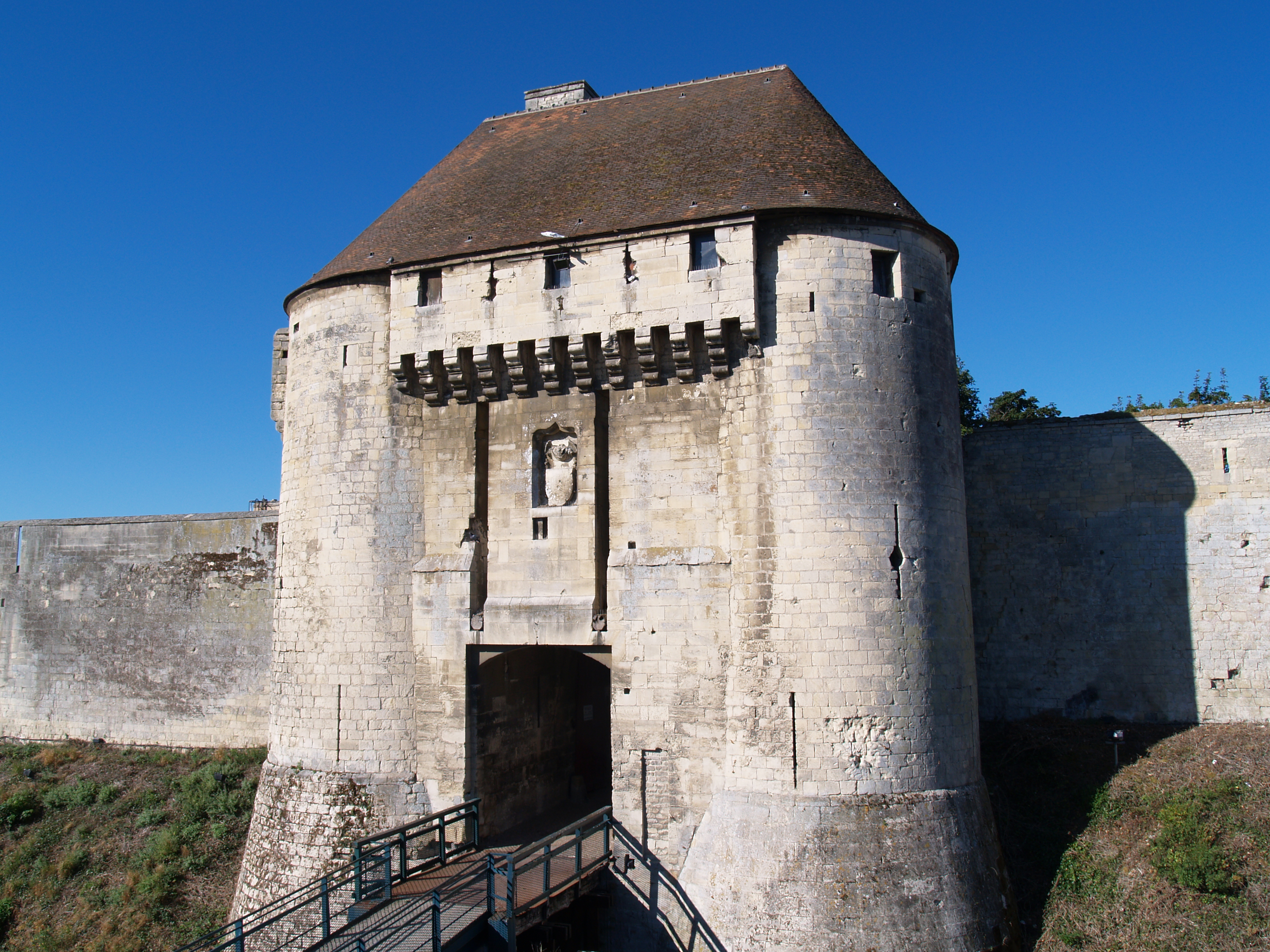
Puerta del castillo de Caen.

- el Castillo Ducal de Guillermo el Conquistador, alberga en su recinto varios museos y la iglesia de Saint-Georges que ha sido transformada en sala de exposiciones temporales. Algunas murallas están siendo restauradas y reconstruidas, las excavaciones arqueológicas han encontrado un antiguo pasadizo de salida por el oeste y casas de la época medieval.
- el Museo de Bellas Artes que recoge creaciones desde el siglo XV hasta la actualidad.
- el Museo de Normandía, posee colecciones arqueológicas y etnológicas que ilustran el desarrollo cultural de la región desde épocas remotas hasta la actualidad.
- la Universidad, fundada en 1432 por Enrique VI de Inglaterra siguiendo el modelo de Oxford y Cambridge. Tras los bombardeos de 1944 fue reconstruida en un nuevo emplazamiento siguiendo el modelo americano, tiene unos 25 000 estudiantes y es una de las más antiguas de Francia.
- la Casa de los Quatrans, casa tradicional del siglo XIV.
- el Museo Postal y de las Comunicaciones (Musée de la poste), recoge la historia del servicio postal y alberga exposiciones temporales. Está ubicado en un edificio del siglo XVI.
- Memorial de Caen. Gran museo dedicado a la Batalla de Caen y a su liberación en el llamado Día D, con el desembarco de Normandía durante la II Guerra Mundial.

En los múltiples restaurantes de la ciudad se pueden degustar los productos y platos típicos de la región como son:
- Bebidas alcohólicas: el Calvados, el Pommeau, la sidra Pays d'Auge.
- Quesos: Camembert, Livarot y Pont l'Evêque entre otros.
- Platos: Callos a la manera de Caen, la Andouille de Vire, ostras, pescados y mariscos.

También se pueden adquirir todos estos productos y muchos más en los múltiples mercados callejeros, siendo los más importantes el mercado de Saint-Sauveur que se celebra los viernes y cuenta con más de 220 comerciantes y el mercado de Saint-Pierre los domingos, que cuenta con más de 400 comerciantes.

## Transportes
Los transportes públicos están constituidos por una red de autobuses y tres líneas de tranvía. Son gestionados por Keolis Caen y comercializados bajo la marca Twisto.
Caen dispone de un aeropuerto ubicado en la comuna de Carpiquet, por número de pasajeros es el más importante de Normandía. Dispone de una línea regular con Lyon que permite la correspondencia con el resto de Europa. Durante la época estival opera una línea directa entre Caen y Málaga, que facilita a sus ciudadanos la posibilidad de ir a la Costa del Sol.
Por autopista conecta con París a través de la A13, con Bretaña por la A84 y próximamente con Maine por la A88.
Por vía férrea tiene una magnífica situación geográfica interconectando Rennes, Cherburgo, Ruan y París.
Brittany Ferries conecta los puertos de Caen-Ouistreham y Portsmouth con tres trayectos de ida y vuelta diarios.
Para los aficionados al ciclismo la ciudad dispone de más de 30 km de carril bici que incluso permiten llegar a la costa bordeando el río.

## Educación
- Escuela de negocios de Normandía

## Deportes
El SM Caen es el club de fútbol de la ciudad que compite en la Ligue 2, la segunda división del fútbol francés, y su estadio es el Stade Michel d'Ornano
El Caen Basket Calvados es un club de baloncesto que compite en la Pro B, la segunda división de baloncesto profesional de Francia y su estadio es el Palais des Sports de Caen.